# 屈茶路湖

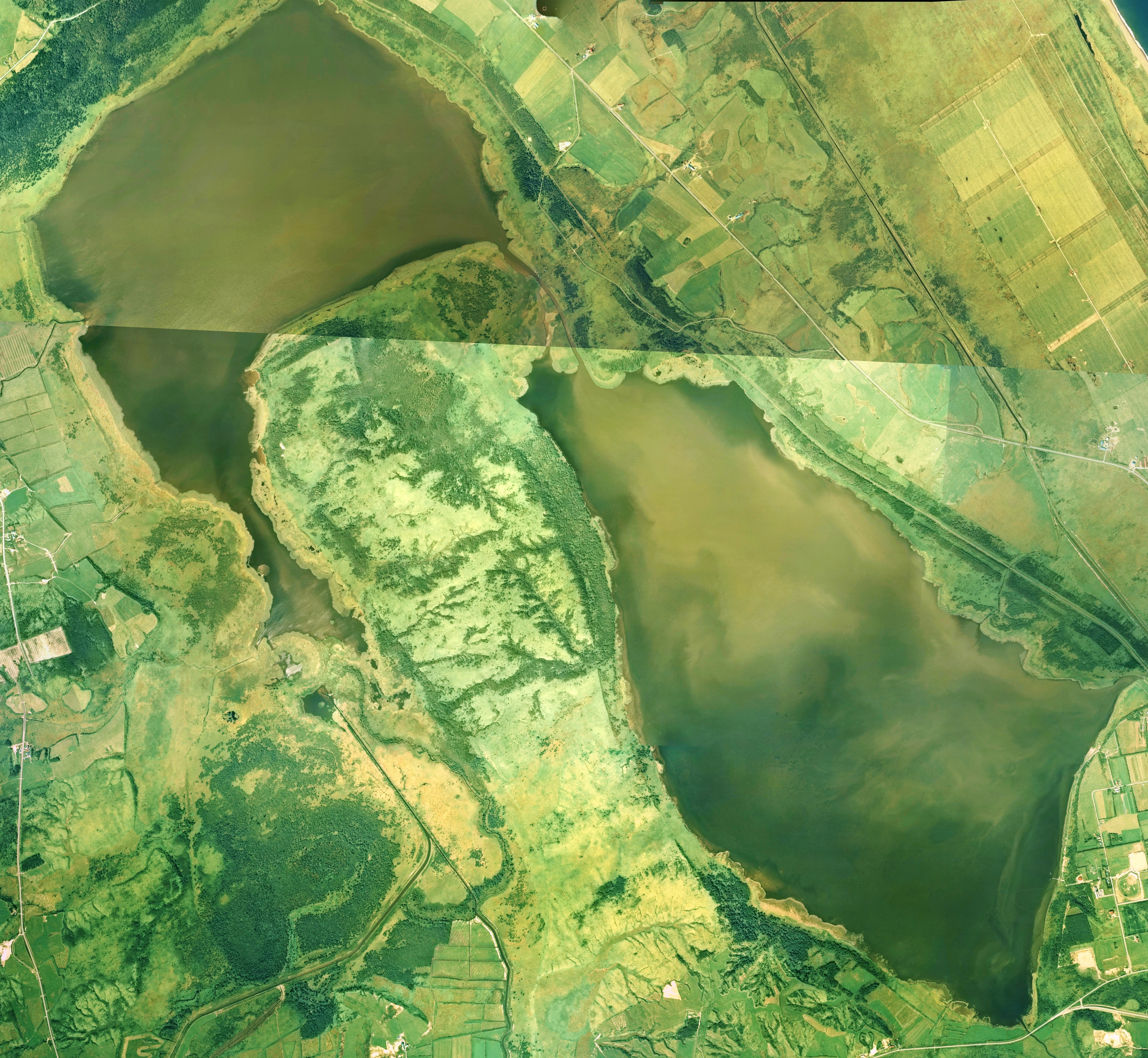
航拍圖

屈茶路湖（日语： Kutcharo ko）是位於日本北海道北部枝幸郡濱頓別町的一個汽水湖。它可分為西北部的小沼和東南部的大沼兩部分，屬於北鄂霍茨克道立自然公園。
1989年7月6日登錄濕地公約。其語源與屈斜路湖相同，均來自阿伊努語「to-kut-car」或「kut-caro」，意思是“湖泊的出口”。

## 外部連接
- クッチャロ湖 （页面存档备份，存于） - 浜頓別町
- NPO法人クッチャロ湖エコワーカーズ （页面存档备份，存于）